# 엘지 크리슬러 세가

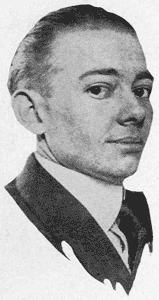

엘지 크리슬러 세가(Elzie Crisler Segar, 1894년 12월 8일 ~ 1938년 10월 13일)는 미국의 만화가이다. (또는 엘지 크라이슬러 세가라 불린다 (E.C. Segar)) 청년시절에 세거는 주택 도장, 간판 그림, 영사기사 등의 일을 했다. 자신이 그린 만화가 숱하게 거절당하자 그는 통신교육을 통해 시사만화 과정을 거친 후 시카고로 갔다. 그곳에서 만화가 리처드 아우트콜트의 도움으로 헤럴드지에 일거리를 얻어 찰리 채플린의 희극적 장난을 그렸다. 이 신문의 발행이 중단하게 되자 그는 뉴욕으로 가서 킹피처스신디케이트사를 설득하여 자신이 구상한 새로운 연재만화를 받아들이도록 했다. 1894년 12월 8일에 태어난 세가는 미시시피강 근처의 작은 마을 일리노이주 체스터에서 자랐다. 세가는 백혈병과 간질환으로 인해 장기간의 투병 생활 후 43세의 나이로 1938년 10월13일에 사망했다.

## 역사
- 1894년 : 12월 8일 미시시피강 근처의 작은 마을 일리노이주 체스터에서 태어남.
- 1919년 : 팀블 극장 만듬 (어리숙한 노처녀 올리브 오일과 동생 케스터 오일 및 올리브의 남자친구 햄 그래비의 공상적인 모험)
- 1929년 : 1월 17일 뽀빠이라는 캐릭터를 만들다.
- 1933년 : '뱃사람 뽀빠이'라는 제목의 만화영화를 만들어 세계 각국의 동심을 잡았다. 그 당시 미키마우스의 최대 라이벌로 등극했다.
- 1938년 : 10월 13일 백혈병과 간질환으로 사망
- 1980년 : 로빈 월리엄스가 뽀빠이 역을 맡고 셀리 듀발이 올리브 역을 맡아 열연한 뮤지컬 영화로 만들어져 큰 인기를 끌었다.